# Elena de Lacon
Elena de Lacon (vers 1190-vers 1220), fou filla de Barisó I de Lacon, i va heretar el jutjat del seu pare vers el 1203. Es va casar vers el 1207 amb Lambert Visconti que fou proclamat judge de Gallura i Càller. Va morir abans del 1220.